# Прилвицкие идолы

Фигурка бога Редегаста из прильвицкого клада, краеведческий музей Нойбранденбурга.

Прилвицкие идолы (нем. Prillwitzer Idole) — бронзовые статуэтки, выданные во второй половине XVIII века за вендских (славянских) идолов из храма в Ретре.
В современной науке считаются поддельными.

## История обнаружения
7 февраля 1768 года газета «Hamburger Correspondent» сообщила, что открыто местоположение древней вендской святыни — города Ретра, в храме которого найдены бронзовые идолы. По рассказу их первооткрывателя, практикующего врача из Нойбранденбурга и одновременно коллекционера антиквариата Иоахима Яспара Йоганна Хемпеля (Joachim Jaspar Johann Hempel, 1707—1788), это открытие произошло следующим образом. В доме своей пациентки г-жи Шпонхольц (Sponholz) он заметил бронзовую фигуру хищного зверя. Её сын Якоб Эрнст (Jacob Ernst Sponholz, 1734—1809), работавший ювелиром, пояснил, что около 1690 года его дед, пастор в деревне Прилвиц (ныне входящей в коммуну Хоэнцириц), при посадке груши в своем саду выкопал льва, а потом и другие бронзовые фигурки, заключенные в горшки. Хемпель выкупил эти фигурки у семейства Шпонхольцев и показал их своим друзьям, которые разглядели на них рунические надписи, в том числе и слово «Ретра». Так родилась гипотеза о том, что возле деревни Прильвиц (нем. Prillwitz) в 1690-х годах были найдены бронзовые фигурки богов и обрядовые предметы из Ретринского храма, покрытые в соответствии с описанием Титмара славянскими руническими письменами.
В 1770 году принц Карл Мекленбург-Стрелицкий, позднее великий герцог, заказал придворному художнику Даниэлю Вогену зарисовать эти находки, а придворному советнику и проповеднику Андреасу Готтлибу Машу (Andreas Gottlieb Masch, 1724—1807) описать их; позднее последнему удалось приобрести для герцога фигурки из коллекции доктора Хемпля. Развернутое описание фигурок было издано Машем в 1771 году под названием «Сокровища Ретры». Новые зарисовки большего числа фигурок издал Ян Потоцкий.
Первые публикации о прильвицких идолах были затем собраны Болем, на русский язык переведено сочинение Маша, содержащее многочисленные изображения идолов.
Но уже в 1770-х появились критические отзывы на эту находку, а в 1848 году И. И. Срезневский высказался весьма резко:

«Долго верили, а иные верят и теперь, в неподложность этих древностей; но, присматриваясь к ним, нельзя не отказаться от всякой возможности доказывать их подлинность; в числе изображений встречаются фигуры рыцарей и охотников, маркиз и маркизов, амуров и психей, к которым руны так же не идут, как и смысл рун и значение вещей к религии славян балтийских. Очевидно, что поддельщик воспользовался старыми дрязгами XVI—XVII века, исказил их, сколько считал нужным, кое-что кое-где поприделал и, сообразно с учеными искательствами того времени и своим понятиям, украсил рунами, смело надеясь на слабость знаний своих ценителей. Некоторые из вещей могли быть и действительно найдены; но, конечно, ни одной не найдено с рунами».

## Современное состояние фигурок
Ещё в XIX веке коллекция Хемпля была рассеяна по нескольким лужицким музеям. В 2005 году, в связи с вновь возникшим интересом к идолам, прошло несколько выставок, в том числе в краеведческом музее Нойбранденбурга и Лужицком музее в Котбусе.

## Список
По Андреасу Готтлибу Машу:
- Жиеба
- Жибог, Жиебог
- Немиза
- Подба
- Перкунаст
- Счвайкстикс
- Зислбог
- Зирнитра, Зир
- Вотан
- Бальдури
- Ипабог — изображен с лучами и двумя рогами на голове и с орудиями для ловли зверей на спине. А. Маш, описавший в 1771 года этого идола, не нашёл каких-либо других упоминаний об этом боге[10].
- Мисизла
- Плуссо
- Зойс